# اتلی کومار
اتلی کومار (به انگلیسی: Kumar Atlee) (زاده ۲۱ سپتامبر ۱۹۸۶) که به‌طور حرفه‌ای با نام اتلی شناخته می‌شود، کارگردان، فیلم‌نامه‌نویس و تهیه‌کننده فیلم هندی است که بیشتر به خاطر فعالیت‌هایش در سینمای تامیل و سینمای هند شهرت دارد. او ابتدا به عنوان دستیار کارگردان زیر نظر اس شانکار در فیلم‌های روبات (۲۰۱۲) و نانبان (۲۰۱۲) کار کرد. او اولین کارگردانی خود را با فیلم پادشاه ملکه (۲۰۱۴)، محصول فاکس استار استودیوز انجام داد، که برای آن جایزه بهترین کارگردانی را توسط جایزه ویجی و جایزه ایالتی تامیل نادو برای بهترین دیالوگ نویس دریافت کرد.
اتلی در ۹ نوامبر ۲۰۱۴ با بازیگر کریشنا پریا ازدواج کرد. پسر آنها در ۱۳ ژانویه ۲۰۲۳ به دنیا آمد.

## فیلم‌شناسی
- پادشاه ملکه (۲۰۱۳)[۴]
- جرقه (۲۰۱۶)
- فرستنده (۲۰۱۷)
- بیگیل (۲۰۱۹)
- جوان (۲۰۲۳)
- بیبی جان (۲۰۲۴)